# Synechodes papuana
Synechodes papuana is een vlinder uit de familie Brachodidae. De wetenschappelijke naam van de soort is voor het eerst geldig gepubliceerd in 1990 door Heppner.